# Joaquim Xavier de Morais Sarmento
Joaquim Xavier de Morais Sarmento foi um administrador colonial português que exerceu o cargo de Governador no antigo território português subordinado à Índia Portuguesa de Timor-Leste entre 1790 e 1794, tendo sido antecedido por Feliciano António Nogueira Lisboa e sucedido por João Baptista Verquaim.